# Чак-Чак (Язд)
Чак-Чак перс. چَک‌چَک або Чакчаку перс. چکچکو або пірсабз перс. پیرسبز - одне з важливих місць паломництва зороастрійців. Розташоване в остані Язд, шахрестані Ардакан, в горах між містом Ардакан і селом Анджіре. Щороку 14 червня зороастрійці збираються на цьому місті й чотири дні проводять у молитвах. Також щороку зороастрійці на цьому місці святкують Мехреган. 
Говорять, що назва Чак-Чак або Чакчаку походить від звуку краплин, що падають з каміння і нині вказують на розташування джерела. На місці паломництва є багато кімнат для відпочинку зі зручностями, такими як електроенергія та питна вода. Ці кімнати називають "присадкуватими". В одній із цих кімнат є криниця завглибшки 50 метрів.
Згідно з віруваннями зороастрійців, під час нашестя до Ірану мусульман, яке ознаменувало кінець правління останнього шаха династії Сасанідів Єздигерда III, його дочка Нікбану сховалася тут всередині гори. Одна із рабинь царівни, на ім'я Гоухар (перлина), також похована за декілька кілометрів звідти, у місці під назвою Піре Херішт.  